# Bataille de Purandar
La bataille de Purandar est une bataille qui s'est déroulée du 31 mars au 12 juin 1665 sur le Fort de Purandar en Inde de l'Ouest. Elle a opposé l'Empire moghol à l'Empire marathe.

## Contexte de la bataille
L'empereur moghol Aurangzeb nomma Jai Singh I à la tête d'une armée de 12 000 hommes contre le roi marathe Shivaji. Shaista Khan et Bahâdur Shâh furent tous deux remplacés par Jai Singh à la suite de leur échec contre Shivaji. Jai Singh reçut tous les pouvoirs militaires et a été proclamé vice-roi de Deccan par l'empereur moghol.

## Siège
Jai Singh commença sa campagne par isoler Shivaji, il persuada certains nobles marathes à le rejoindre et proposa de réduire le tribut du sultanat de Bijapur s'ils le rejoignaient. Par la suite, Jai Singh assiégea Purandar et repoussa tous les marathes tentant de relever le fort. En 1665, Shivaji demanda la paix. Lorsqu'il le reçut, Shivaji aurait dit à Jai Singh : "Je suis venu en tant qu'esclave coupable afin de me faire pardonner, c'est à vous de décider si vous devez me pardonner ou me tuer." 

## Conséquences
Dans le Traité de Purandar, signé par Shivaji et Jai Singh le 11 juin 1665, Shivaji accepta d'abandonner 23 de ses forts, en gardant 12 pour lui, et paya une compensation de 400 000 pagodes en or aux Moghols. Shivaji accepta de devenir un vassal de l'Empire moghol, et d'envoyer son fils Sambhaji, accompagné de ses 5 000 cavaliers, de combattre auprès des moghols dans le Deccan, comme mansabdar,.
Sambhaji a été arrêté comme prisonnier politique afin de garantir la conformité avec le traité. Shivaji lui-même souhaitait être pardonné en assistant au procès mais accepta d'envoyer son fils Sambhaji. À cette fin, il rédigea des lettres à Aurangzeb, sollicitant son pardon pour ses actions ainsi que sa sécurité accompagné d'une robe d'honneur. Il demanda également à Jai Singh de lui venir en aide en ayant ses crimes pardonnés par l'Empereur, déclarant "Vous êtes désormais un protecteur et un père à mes yeux, alors je vous supplie d'accomplir la volonté de votre fils." Le 15 septembre 1665, Aurangzeb accorda sa demande et lui envoya une lettre ainsi qu'un firman accompagné d'une robe d'honneur. Shivaji remercia l'Empereur :
« Shiva, le plus méchant des esclaves dévoués à la vie portant l'anneau de servitude à l'oreille ainsi que le tapis d'obéissance sur son épaule - tel un atome... [il admet que] les bonnes nouvelles de son bonheur perpétuel, à savoir les faveurs de l'Empereur... Ce pécheur et scélérat ne méritait pas que ses crimes soient pardonnés ni que ses fautes soient cachées. Or, la grâce et la faveur de l'Empereur lui ont conféré une nouvelle vie ainsi qu'un honneur inimaginable... »
Dans le traité, Shivaji accepta également de venir en aide aux Moghols contre Bijapur, en envoyant quelques officiers marathes accompagnés de Jai Singh contre Bijapur. À la suite de la campagne désastreuse contre Bijapur, Jai Singh organisa une rencontre entre Aurangzeb et Shivaji, celle-ci étant catastrophique, permettant à Shivaji de fuir ainsi que la reprise de la guerre entre Moghols et Marathes.